# Porte di Rendena
Porte di Rendena est une commune italienne d'environ 1 800 habitants située dans la province autonome de Trente dans la région du Trentin-Haut-Adige dans le nord-est de l'Italie. Créée le 1er janvier 2016, elle est issue de la fusion de Darè, Vigo Rendena et Villa Rendena.
Porte di Rendena est situé dans le val Rendena, creusé par la rivière Sarca entre le massif de l'Adamello-Presanella à l'ouest et le massif de Brenta à l'est. 
Les communes limitrophes sont  Pelugo, Sella Giudicarie, Tione di Trento, Tre Ville et Valdaone.